# Mary Wortley Montagu

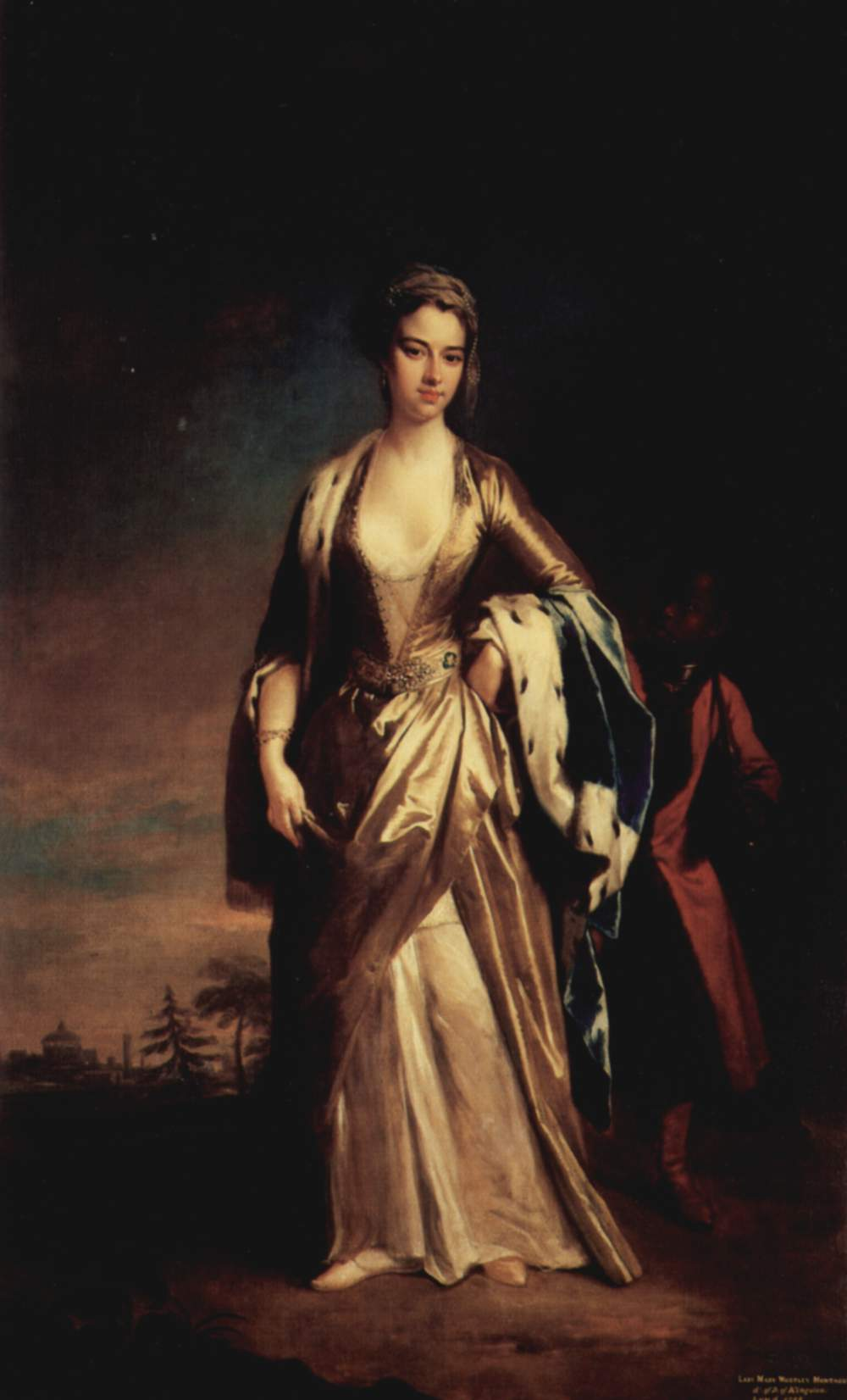
Mary Wortley Montagu, målad av Jonathan Richardson, 1725.

Lady Mary Wortley Montagu, född 26 maj 1689, död 21 augusti 1762, var en engelsk författare. 

## Biografi
Mary Wortley Montagu var dotter till Evelyn Pierrepont, earl och sedermera hertig av Kingston, och gifte sig 1712 mot faderns vilja med Edward Wortley Montagu, en brorsons sonson till Henry Montagu.
Redan dessförinnan hade hon i tongivande whigkretsar blivit mycket firad för sin fägring och omfattande klassiska bildning. Då hennes make 1716 blev ambassadör i Konstantinopel, följde hon honom och stannade två år i österlandet, varunder hon till hemmavarande vänner i brev sände synnerligen målande och livliga skildringar av livet i Orienten. Dessa Letters cirkulerade rätt allmänt i avskrift, innan de, efter hennes död, trycktes, 1763 (i 3 band; breven i band 4, som utgavs 1767, anses ej vara äkta).
Mary Wortley Montagu hade i Turkiet låtit ympa en späd son mot smittkoppor och ivrade efter sin hemkomst (1718) för den orientaliska smittkoppsympningens införande i England. I London samlade lady Mary Montagu nu omkring sig en vitter krets, till vilken bland annat även Alexander Pope hörde, men 1722 inträdde emellan dem en häftig brytning, och Pope riktade sedermera mot henne upprepade grova anfall i sina satirer. 1739 reste hon utrikes utan att formligen skilja sig från sin make och vistades i Avignon, Venedig och så vidare, till dess hon efter makens död 1761 återvände till England.
Lady Mary Montagu var en av sin tids bästa brevförfattare; hennes brev röjer skarp iakttagelseförmåga och är avfattade i en ledig och naturlig, lätt sarkastisk stil. En kritisk upplaga av hennes Letters and other works utgavs 1861 i 5 band av William Moy Thomas (med biografisk inledning), en annan av Henry Bradshaw i 3 band 1892. George Paston skrev hennes levnadsteckning, Lady Mary Wortley Montagu and her times (1907).